# La casa di Kyōko
La casa di Kyōko (鏡子の家?, Kyōko no Ie) è un romanzo dello scrittore giapponese Yukio Mishima pubblicato nel 1959. Yukio Mishima non lo pubblicò a puntate in rivista com'era sua consuetudine, ma preferì tenerlo per sé fino a quando non fu completato.

## Trama
Il libro racconta le storie incrociate di quattro giovani, che rappresentano metaforicamente i differenti aspetti della personalità dell'autore: il suo lato più atletico appare come un pugile, quello artistico in un pittore, quello più narcisistico come un attore, ed infine quello nichilista come un uomo d'affari di successo che sembra provare un assoluto disprezzo per ogni pratica mondana.
Il pugile viene ad occuparsi di questioni politiche e diventa esponente della destra estrema; l'attore si fa sempre più coinvolgere in relazioni sessuali sadomasochistiche e termina la sua esistenza con un doppio suicidio, quello suo e della propria amante. 
La storia di Osamu, l'attore, è stata una delle tre opere adattata da Paul Schrader per il cinema all'interno del film Mishima: una vita in quattro capitoli.

## Edizione italiana
- La casa di Kyōko, trad. dal giapponese di Matilde Mastrangeli, in  Mishima Yukio, Romanzi e racconti 1949-1961, a cura e con un saggio introduttivo di Maria Teresa Orsi, Collana I Meridiani, Milano, Mondadori, settembre 2004, ISBN 978-88-044-9393-8.